# Lycoming O-340
Lycoming O-340 ist eine Baureihe von Vierzylinderboxermotoren mit Vergaser zur Gemischaufbereitung, die vom US-amerikanischen Hersteller Lycoming während der Mitte der 1950er Jahre gebaut wurde.

## Entwicklung und Konstruktion
Der O-340 wurde speziell für die Temco D-16 entwickelt. Jack Riley, der Konstrukteur der Temco D-16, wollte eine verbesserte Version des Lycoming O-320 mit höherer Leistung, um dem Flugzeug eine höhere Dienstgipfelhöhe beim Ausfall eines Triebwerks zu verschaffen. Da der Lycoming O-360 noch am Anfang einer mehrjährigen Entwicklung stand, modifizierte Lycoming den O-320. Der Motor bekam längere Zylinder, ein Kurbelgehäuse mit einem längeren Hub, um den Hubraum zu vergrößern und überarbeitete Pleuelstangen. Diese Änderungen führten zu einer höheren Kompression von 8,5:1 und steigerten die Nennleistung von den 150 PS (110 kW) des O-320 auf 170 PS (125 kW). Der Motor wurde später in vielen Flugzeugen und Hubschraubern und auch in Kitflugzeugen eingesetzt.
Die O-340-Baureihe deckt einen Leistungsbereich von 160 PS (118 kW) bis 170 PS (125 kW) ab. Alle Modelle verfügen über einen Hubraum von 5580 cm³ und luftgekühlte Zylinderköpfe.
Der erste Motor der Baureihe erhielt seine Musterzulassung am 20. Juli 1954. Alle Modelle sind sowohl für Tractor- als auch für Pusher-Konfiguration zugelassen.

## Variants
O-340-A1A
170 PS (125 kW) bei 2.700 min−1, Trockengewicht 250 lb (113 kg), Vergaser Marvel-Schebler MA-4-5, Zündmagnete Scintilla S4LN-20 und -21, AvGas mit mindestens 91/96 Oktan, Musterzulassung am 13. Januar 1955
O-340-A2A
baugleich mit dem A1A, aber ohne Regelung für einen Verstellpropeller, Musterzulassung am 16. November 1956
O-340-B1A
160 PS (118 kW) bei 2.700 min−1, Trockengewicht 247 lb (112 kg), baugleich mit dem A1A, aber mit reduzierter Kompression von 7,15:1 und weniger Leistung, um mit AvGas mit 80/87 Oktan betrieben werden zu können, Musterzulassung am 20. Juli 1954 als O-340, Bezeichnung wurde am 27. September 1956 in O-340-B1A geändert

## Anwendungen
- Brantly B-2 und B-2A[2]
- Cessna 170 (mit ergänzender Musterzulassung)[2]
- Oakland Super V[2]
- Piper Apache (mit ergänzender Musterzulassung)[2]
- Temco D-16[2]